# Colonne commémorative des frères Montgolfier
La colonne commémorative des frères Montgolfier est un monument érigé à Louveciennes,, Yvelines, France.

## Description
Le monument est situé au fond d'un lotissement privé sur la commune de Louveciennes, à quelques mètres de la limite avec Bougival. Il s'agit d'une colonne de plusieurs mètres de haut, en calcaire et pierre de taille ; le fût est étroit et terminé à son sommet par une petite montgolfière stylisée.

## Historique
La colonne est édifiée en 1818 à la demande de l'homme politique François-Antoine de Boissy d'Anglas sur sa propriété, en l'honneur des frères Montgolfier. La demeure est démolie au cours du XIXe siècle, tandis que la parc est loti à la fin des années 1960. La colonne est le seul élément subsistant de toute la propriété de Boissy d'Anglas. En 2010, la colonne est en mauvais état et menace de s'écrouler : elle est entourée d'un grillage en interdisant l'accès.
La colonne est inscrite au titre des monuments historiques le 21 décembre 1984.